# Papiro de Brooklyn
El papiro de Brooklyn (47.218.48 y 47.218.85, también conocido como el papiro médico de Brooklyn) es un papiro médico que data del Antiguo Egipto y es uno de los más antiguos escritos sobre medicina y ofidiología preservados. El manuscrito está fechado alrededor del 450 a. C. y hoy es conservado en el Museo de Brooklyn en Nueva York.

## Historia
La fecha del descubrimiento del rollo no es conocida. Fue adquirido alrededor de 1889 por Charles Edwin Wilbour y donado al museo por su hija Theodora Wilbour al comienzo de la década de 1930. El manuscrito podría haberse originado en el templo de Heliópolis.
En 1989, el egiptólogo francés Serge Sauneron publicó una extensa descripción del manuscrito en su libro Un traité égyptien d’ophiologie - Papyrus du Brooklyn Museum nos 47.218.48 et 85
Los antiguos egipcios eran muy conscientes tanto de la utilidad de las serpientes para controlar plagas como de los peligros planteados por sus venenos. Las deidades vinculadas con las serpientes eran veneradas con la esperanza de prevenir ataques eventuales por sus representantes terrenales.
Hoy en día, el manuscrito no está en exhibición en el Museo de Brooklyn. Los números del archivo son 47.218.48 y 47.218.85.

## El manuscrito
El papiro de Brooklyn consiste en un rollo de papiro dividido en dos partes, con algunas de ellas perdidas. Su longitud total está estimada en 175 × 27 cm. El texto está escrito en el anverso. Los diferentes números refieren a la parte superior (-48, 66,5 × 27,5 cm) y la inferior (-85, 66,5 × 27,5 cm) del rollo.
Se trata de una recopilación; la primera parte describe sistemáticamente un número de diferentes ofidios y la segunda describe diferentes tratamientos para sus mordeduras de serpientes. El manuscrito también contiene tratamientos para las mordeduras de escorpiones y de arañas.
El rollo está fechado entre los años 660 y 330 a. C., alrededor de la dinastía XXX. Sin embargo, el texto está escrito en un estilo comúnmente utilizado durante el Imperio Medio, lo que podría sugerir que su origen podría remitirse a la dinastía XIII.

### Contenido
El texto continua página a página, alternando entre las dos partes del papiro. De este modo, cada página completa comienza con 47.218.48 y finaliza con 47.218.85 (el número de acceso dado por el Museo de Brooklyn). El título y el principio del trabajo están perdidos, y la parte restante de la primera sección comienza en la línea 15 de la parte más baja (página designada 1) y continúa hasta la página 2 tanto de la parte superior como de la parte inferior, finalizando en la línea 16 de la última. La primera sección comprende una descripción sistemática de serpientes y sus mordeduras. La última línea establece que ha habido descripciones de treinta y ocho serpientes y sus mordeduras de las cuales las primeras trece están perdidas.
La segunda sección comienza en la línea 17, página 2 de las partes inferiores (47.218.85), y continúa casi completa hasta el quinto par de páginas. Sólo las mitades del lado derecho del sexto par de páginas permanece. La segunda sección comienza en el párrafo 39 con una introducción importante: «Comienzo de la recopilación de remedios para... extraer el veneno de todas... serpientes, todos los escorpiones, todas la tarántulas y todas  serpientes, en la mano de los sacerdotes kherep de Serqet y para alejar todas las serpientes y sellar sus bocas».
La segunda sección luego continúa con muchos remedios y unos pocos hechizos para aquellos que han sido mordidos por serpientes. La organización de los remedios es estrictamente práctica, y en su mayor parte está basada en las especies de serpientes responsables de las mordeduras, o los síntomas padecidos por la víctima. Los remedios están en el orden típico de las prescripciones que aparecen en el papiro Ebers y otros papiros médicos los cuales estaban aparentemente destinados para doctores laicos. Este papiro provee la más notable evidencia de la cercanía de los roles paralelos del médico swnw y los varios sacerdotes interesados en la sanación.

## Lista de serpientes en la primera parte del papiro
| Párrafo | Nombre egipcio       | Características distintivas                         | Severidad de la mordedura | Deidad asociada | Tratamiento específico (párrafo) |
| ------- | -------------------- | --------------------------------------------------- | ------------------------- | --------------- | -------------------------------- |
| 14      | (perdido)            | (perdido)                                           | puede ser salvado         | ninguna         | -                                |
| 15      | Gran serpiente Aapep | totalmente roja, panza blanca, 4 dientes            | Muerte rápida             | ninguna         | -                                |
| 16      | gany                 | totalmente negra                                    | Muerte rápida             | Sobek           | -                                |
| 17      | ikher                | oscura, llega al hombre                             | Muerte rápida1            | Kherybakef      | -                                |
| 18      | ka-en-am             | color de codorniz, cabeza grande, cola de ratón     | Puede salvarse            | Sobek/Neith     | -                                |
| 19      | kedjuu               | pequeña como una lagartija                          | Muerte rápida             | ninguna         | -                                |
| 20      | sedbu                | roja, ojos amarillos                                | Puede salvarse            | ninguna         | 48,52                            |
| 21      | nebed2               | verde, panza blanca                                 | No letal                  | Hathor          | -                                |
| 22      | fy tiam              | color de rer serpiente                              | No letal                  | Geb             | 51                               |
| 23      | blanca henep2        | totalmente blanca, 4 dientes                        | Podría provocar la muerte | Serqet          | 78                               |
| 24      | roja henepu2         | blanca, espalda roja, 4 dientes                     | Puede salvarse            | Seth            | 80                               |
| 25      | neki                 | 2,4 m largo                                         | No letal                  | Ra              | 45,47                            |
| 26      | fy                   | imagen de loto en la frente                         | No letal                  | Horus           | -                                |
| 27      | fy(sopladora)        | verde/azul en el cuello, movimiento reptante único  | Puede salvarse            | Horus           | 73                               |
| 28      | fy(con cuernos)      | color de codorniz                                   | No letal                  | Horus           | 75                               |
| 29      | fy(pequeña)          | color de codorniz, sin cuernos                      | Puede salvarse            | Horus           | -                                |
| 30      | fy                   | sin descripción                                     | Puede salvarse            | Horus           | -                                |
| 31      | fy(macho)            | como el rojo henepu 24 arriba                       | Puede salvarse            | Seth/Geb        | -                                |
| 32      | hefaw arar           | color arena                                         | No letal                  | Seth            | -                                |
| 33      | hefaw nefet          | color de codorniz, hace sonidos altos de soplidos   | Puede salvarse            | Horus           | -                                |
| 34      | (perdido)            | totalmente blanca                                   | Puede salvarse            | Seth            | -                                |
| 35      | r-bedjadja           | negra, 3 dientes                                    | (perdido)                 | Khonsu          | 53                               |
| 36      | sedbu                | panza y cuellos dorados, se encuentra en los campos | inofensiva                | (perdido)       | 52                               |
| 37      | (perdido)            | negro, panza blanca                                 | No letal                  | Hathor          | -                                |
| 38      | kar                  | verde, cambia los colores de acuerdo con el entorno | Puede salvarse            | Anubis          | -                                |
- 1 Puede salvarse si la serpiente está débil
- 2 Pronombre femenino usado en la totalidad de la descripción
- Número de dientes refiere a la herida producida por la mordedura
- La palabra fy podría significar víbora, o una serpiente que parece tal

## Galería

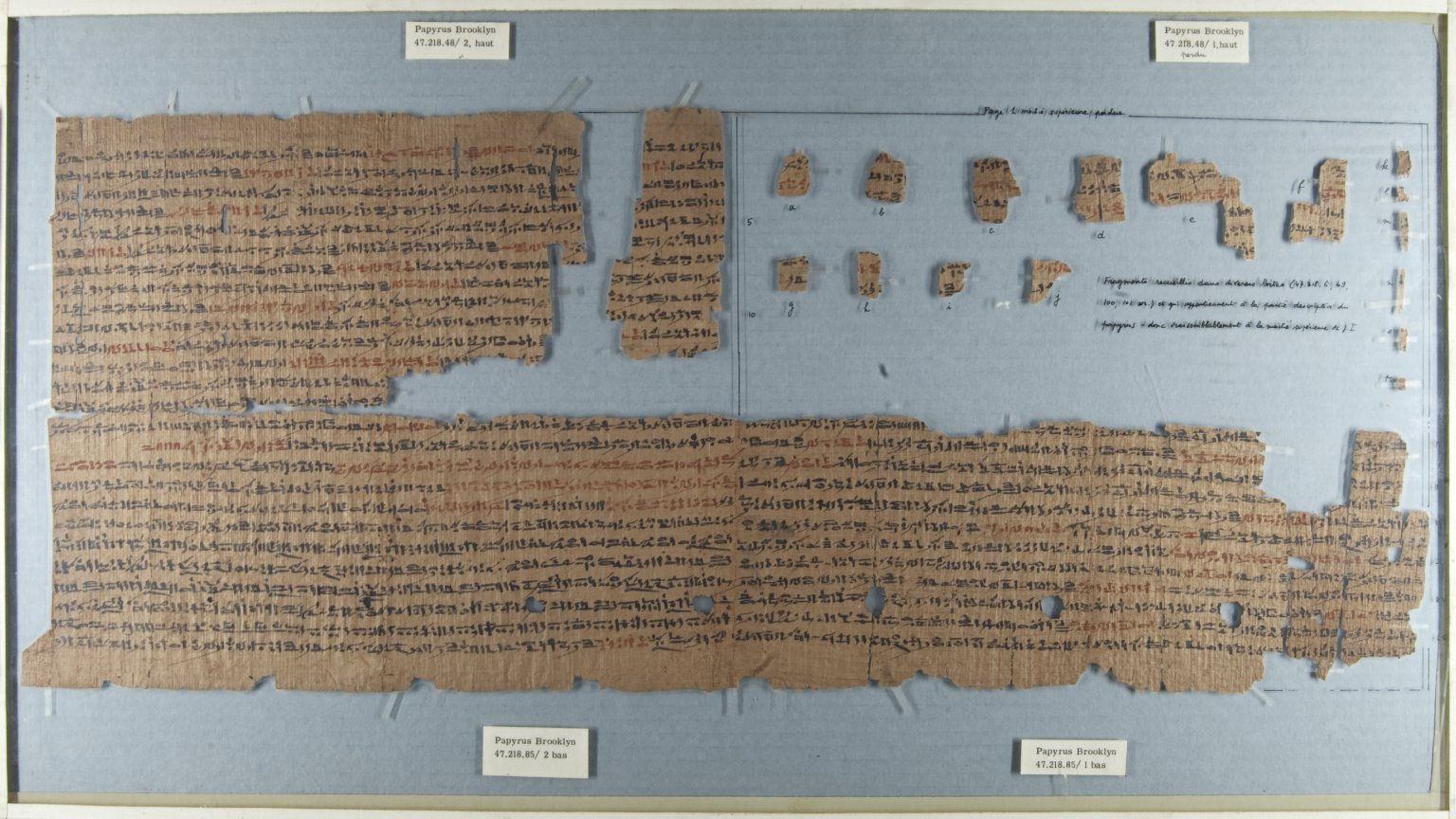
Papiro de Brooklyn, 664 - 332 a.C., Museo de Brooklyn.
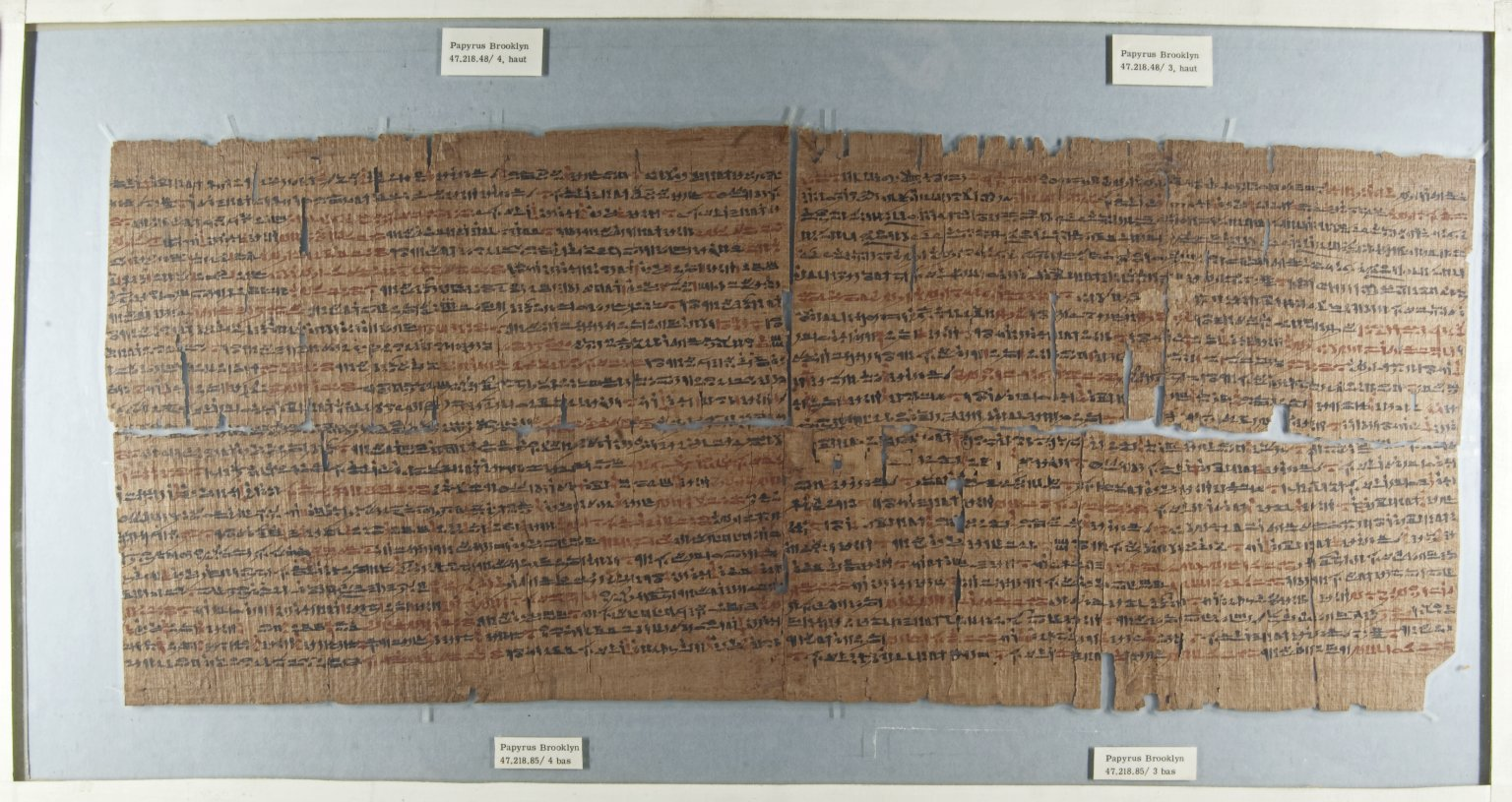
Papiro de Brooklyn, 664 - 332 a.C., Museo de Brooklyn.